# Marschland

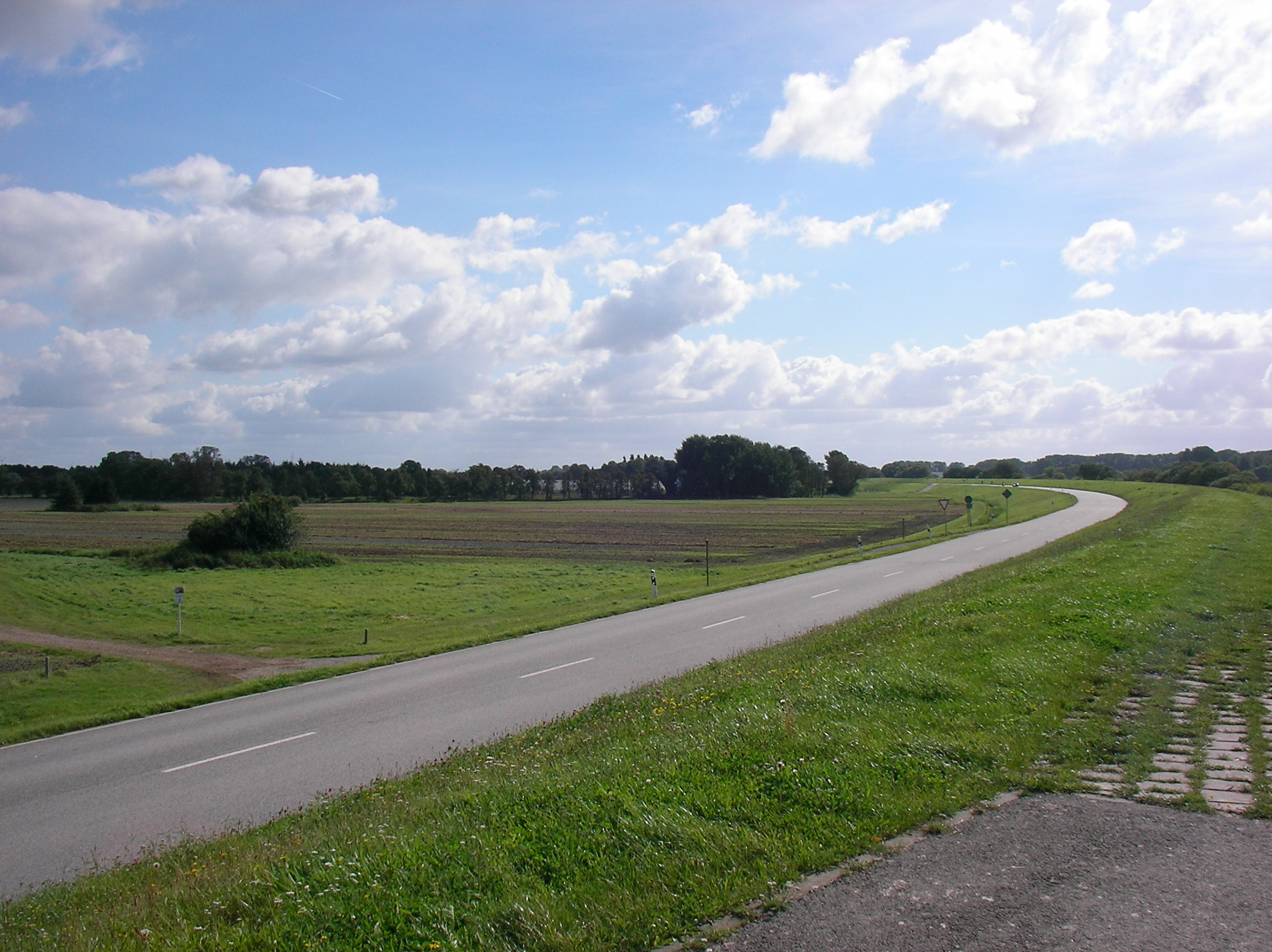
Kilometerweite Marsch in den Vier- und Marschlanden am Elbdeich

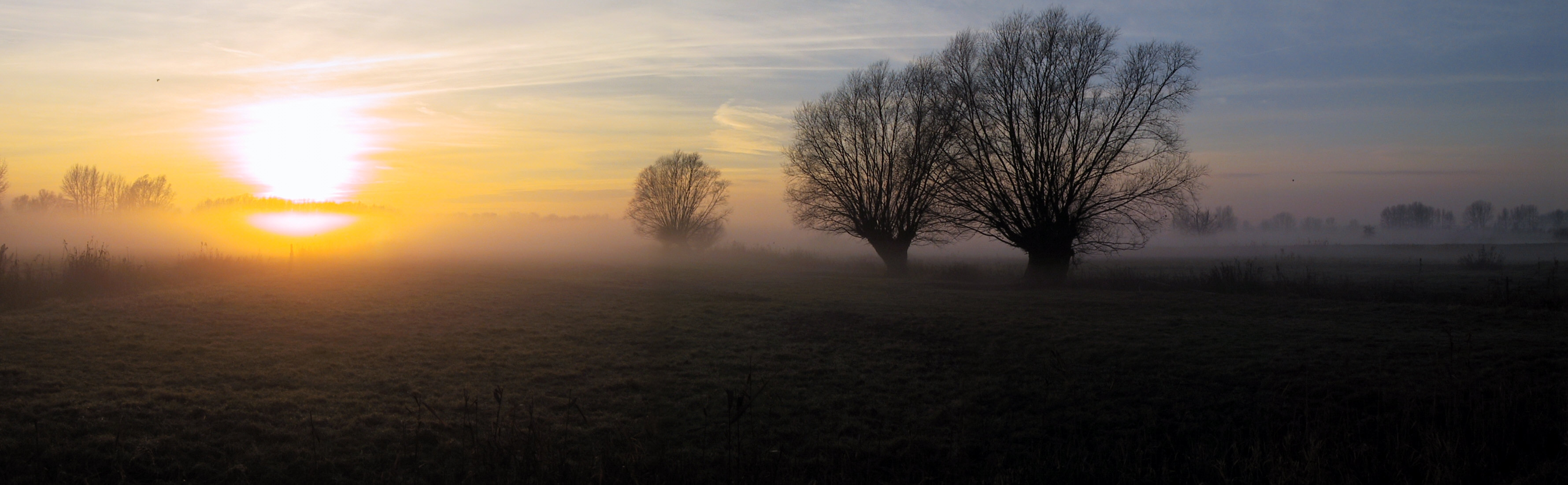
Die Wedeler Marschlandschaft in Schleswig-Holstein

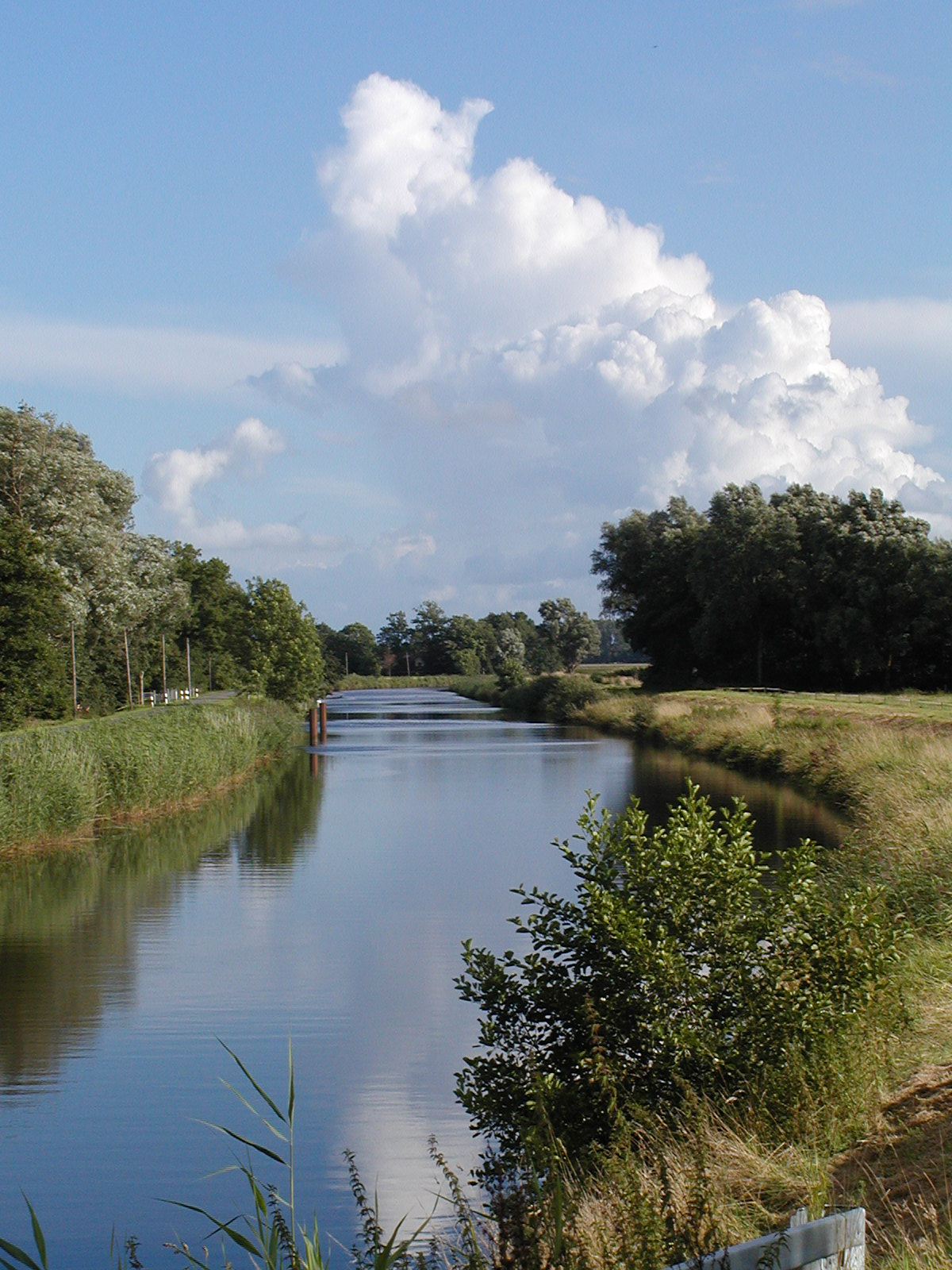
Der Hadelner Kanal zur Entwässerung der Marsch

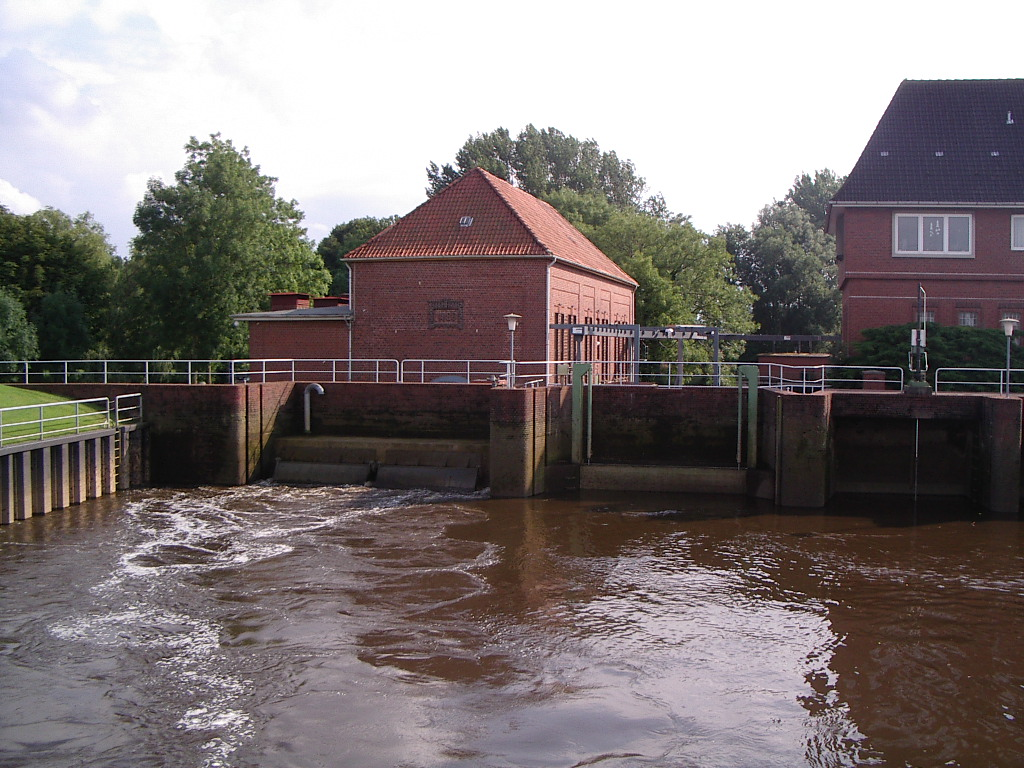
Das Schöpfwerk Otterndorf im Land Hadeln zur Entwässerung der Medem verfügte damals bereits über die größte Kreiselpumpe Europas.

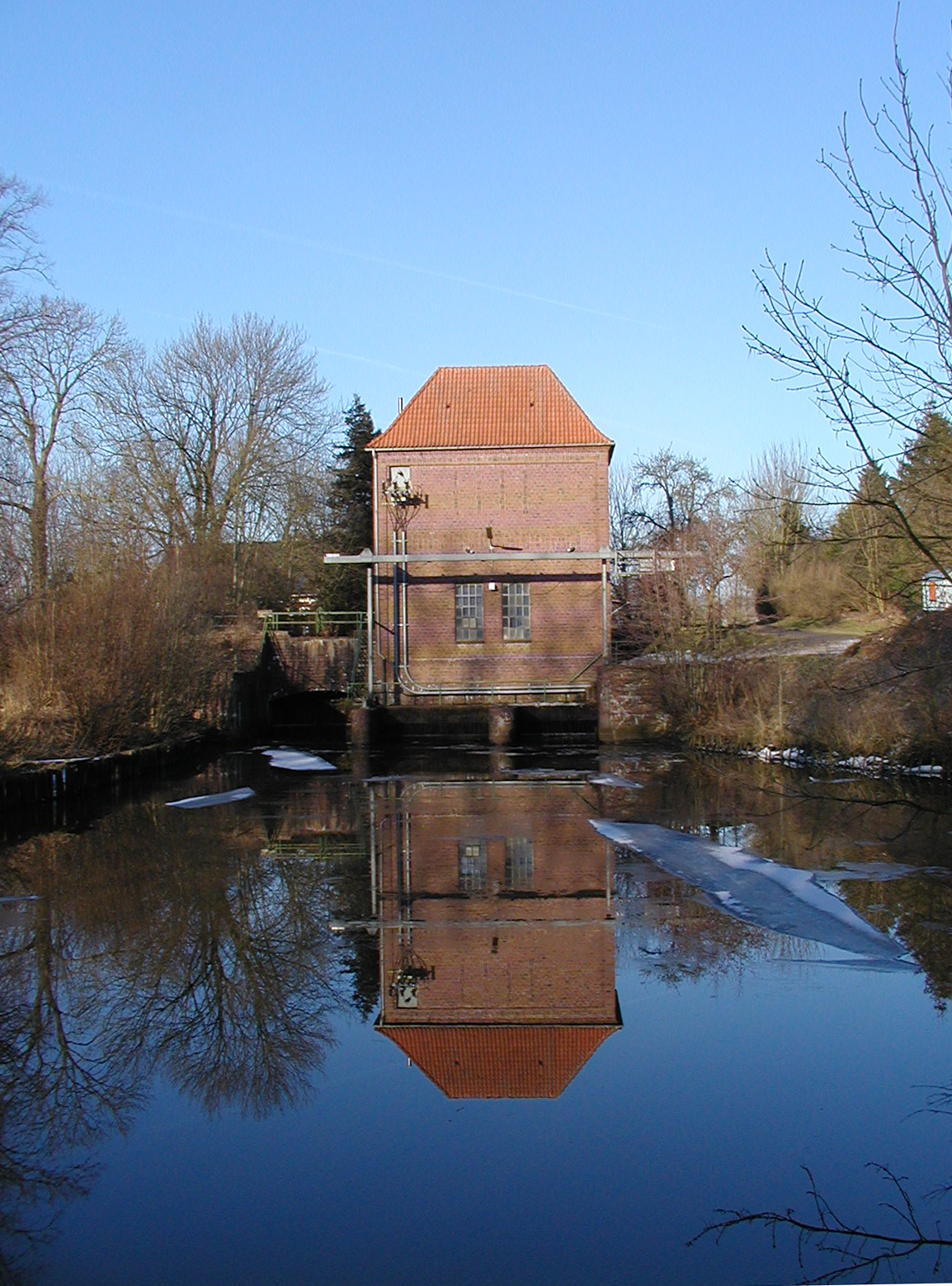
Das Schöpfwerk in Neuhaus für die Aue und des Neuhaus-Bülkauer Kanals

Marsch(land) (von urgermanisch *mariska, altsächsisch mersc) – auch Masch, Mersch oder Schwemmland genannt – bezeichnet einen nacheiszeitlich entstandenen geomorphologisch-pedologischen Landschaftstyp im Gebiet der nordwestdeutschen Küsten und Flüsse sowie vergleichbare Landschaften weltweit.

## Definition
Marschen sind generell flache Landstriche ohne natürliche Erhebungen. Sie bestehen aus angeschwemmten Sedimenten und liegen in etwa auf Höhe des Meeresspiegels landeinwärts des Watts und der Salzwiesen und reichen bis zur Geest, die pleistozänen Ursprungs ist. Entstehungsgeschichtlich gehören sie zu den jüngsten geologischen Formationen: Sie sind holozänen Ursprungs, also nacheiszeitlich. Wenige Dezimeter bis mehrere Meter unter dem Marschboden und flachen Meeresgebieten befinden sich glazial geformte Schichten, die denen entsprechen, die in der Geest zutage liegen.
Ausgedehnte Marschgebiete gibt es in Nordwesteuropa nicht nur direkt an der Nordsee, sondern beispielsweise auch als Flussmarschen im Gezeiten-Einflussgebiet der Tideflüsse, insbesondere der Schelde, Maas, Ems, Weser, Elbe, Oste, Stör, Eider und Varde Å sowie der Themse.
Das Marschland der deutschen Nordseeküste bildet zusammen mit den benachbarten niederländischen und dänischen Flächen das größte Marschgebiet weltweit. Die Längsausdehnung des Marschlandes zwischen Den Helder (NL) und Esbjerg (DK) beträgt grob 500 km. Ein wichtiges Gegenstück bilden die Marschen zwischen Hoek van Holland und Calais, die sich im Mündungsgebiet von Rhein und Maas als reine Flussmarschen bis zur deutschen Grenze bei Emmerich ausdehnen.
Zwar werden auch weiter im Binnenland gelegene Niederungslandschaften umgangssprachlich oft als „Marsch“ bezeichnet (oder Abwandlungen davon, z. B. Leinemasch in Hannover mit dem Maschsee, das Rhein-Maas-Delta, die Niederrheinische Bucht oder die Leieebene (Plaine de la Lys)), bodenkundlich und hydrologisch handelt es sich dabei aber präziser um Flussauen. Auch die Mündungsgebiete der Weichsel und Nogat (Żuławy Wiślane), das Memeldelta und das Binnendelta des Oderbruchs werden gelegentlich als Marschland betrachtet.
Marschen werden auch feiner z. B. nach Alter oder Entfernung zum Meer unterschieden:
- Seemarschen
- Übergangs- und Brackmarschen
- Flussmarschen
- Moormarschen
- Jungmarsch und Altmarsch

Der heutige Begriff Marsch ist vor allem durch die deutsche Geographie geprägt. Es handelt sich um einen holistischen Begriff, der, im Gegensatz zu den meisten fremdsprachigen Äquivalenten, sowohl bodenkundliche als auch landschaftliche und kulturgeographische Aspekte umfasst. Grundlegend waren die Reisebeschreibungen des Johann Georg Kohl (1808–1878), der über „die Marschlände der Welt“ berichtete. Der Begriff Marsch überschneidet sich mit verwandten Begriffen, wie Feuchtgebiet, Bruch, Niederung und Sumpf. Während er in Deutschland jedoch fast ausschließlich auf die besiedelte Kulturlandschaft verweist, werden seine sprachlichen Gegenstücke in anderen europäischen Sprachen eher benutzt, um unbesiedelte Feuchtgebiete mit Sümpfen, Bruchwäldern oder Salzwiesen anzudeuten. Die deutsche Terminologie wurde weitgehend in Skandinavien und Tschechien, jedoch nur teilweise im Baltikum und in Osteuropa übernommen. In den Niederlanden und Belgien werden dagegen Begriffe wie Kleibezirke und Polderland verwendet.
Die Bezeichnung der Marschen als Bodenart wurde 1770 von dem Botaniker Otto von Münchhausen eingeführt, nachdem schwedische Naturforscher über „Seeton“ (Söler) schrieben.
Es wird zwischen Seemarschen, Moormarschen, Flussmarschen, Flussauen, Salzwiesen, Taigawiesen, trockengelegten Seen (Polder) und Lagunen (bzw. Haffs und Limane) unterschieden. Die niedrigen Moormarschen, auch Sietland genannt, werden in den Niederlanden zu den Moorlandschaften gerechnet.

## Entstehung

Animation zum Zusammenhang von Watt, Salzmarsch und Hinterland mit den Gezeiten (Niedrigwasser, Mittlerer Wasserstand, Hochwasser und Springhochwasser)

Ursprung vieler Marschen ist das Watt. Die Marschen entstehen durch allmähliche Verlandung der Salzwiesen durch Sedimentation an Pionierpflanzen. Dieser natürliche Vorgang wurde von den Küstenbewohnern in der Vergangenheit für die Landgewinnung genutzt. Die Sedimentationsrate ist dann am höchsten, wenn die Marschen noch nicht zu hoch über den Meeresspiegel gewachsen sind. Wenn Sturm- und Springtiden die Salzwiesen überfluten, fällt das mitgeführte Material am Ende der Brandungszone aus, weil die Transportkraft durch die verringerte Geschwindigkeit der Wellen kleiner wird.
So entsteht eine leicht erhöhte Zone direkt an der Küste bzw. am Flussufer; das sogenannte Hochland aus minerogenen Sedimenten. Landeinwärts findet keine Sedimentation statt, weshalb hier das tieferliegende Sietland entsteht. Durch den langsamen Anstieg des Meeresspiegels bzw. Senkung des Landes wächst der Höhenunterschied zwischen Hochland und Sietland und kann mehrere Meter betragen. Die Oberfläche kann aber auch bis unter den Stand des Tidenniedrigwassers sinken.
Zur Landgewinnung bzw. zum Hochwasserschutz wurden die Marschen früher eingedeicht. Diese durch Fluss- und Seedeiche geschützten Gebiete werden als Koog (in Schleswig-Holstein), Groden oder Heller (in Niedersachsen) oder Polder (in den Niederlanden) bezeichnet. Wo kein Schutz durch Deiche vorhanden ist, zum Beispiel auf Halligen, wurden Gehöfte und Ansiedlungen wegen der Überflutungsgefahr auf einige Meter hohe aufgehäufte Warften oder Wurten (niederländisch: Terpen) gebaut.
Das Marschland wird durch ein Entwässerungssystem, bestehend aus Gräben, Wettern oder Wetterungen, Pumpstationen und Sielen trocken gehalten. Ohne diese ständige Entwässerung würden sich Moorgebiete entwickeln. Durch das Trockenlegen ist das Land (teilweise unter den Meeresspiegel) abgesackt. Die tiefste Landstelle Deutschlands liegt 3,54 Meter unter dem Meeresspiegel und befindet sich am Ortsrand von Neuendorf-Sachsenbande in der Wilstermarsch westlich von Itzehoe in Schleswig-Holstein.

### Klassifizierung
Die Marschen bildeten nach der deutschen Bodensystematik bis 2024 die Klasse M in der Abteilung der semiterrestrischen Böden (Grundwasserböden), jetzt entweder Marschgley (Klasse GM) genannt oder zu den Pseudogleys (Klasse SS) gerechnet.
Die deutsche Bodensystematik war eine der wenigen Klassifizierungen weltweit, die die Marschböden als eigene Klasse ansprach. Die meisten Systeme – wie die WRB – sehen in ihnen nur Teile anderer Klassen. Diese Besonderheit mag darin begründet sein, dass Marschen in Nordwestdeutschland eine große Fläche einnehmen. Die Niederlande, Belgien, Russland und seit 1995 auch Frankreich (thalassosols) kennen eine vergleichbare Systematik. Die erste Klassifizierung der Marschböden wurde 1827 vom hannöverischen Grundsteuerinspektor Andreas Wilhelm Stelzner unternommen. In den Niederlanden waren die Arbeiten der Agrarwirtschaftler Winand Staring (1856–1860) maßgebend.
Alle Marschen weisen wie die übrigen Gleye die Horizontierung A/Go/Gr auf. Zur Unterscheidung Gley-Marsch bzw. Marschgley liegen aber drei Besonderheiten vor, die alle erfüllt werden müssen:
- Regionale Zuordnung in die Marschlandschaft
- Ausgangsmaterial sind litorale Sedimente aus der Brackwasserzone (Startpunkt Watt). Diese sind sehr schluffreich (selten liegt sogar reiner Schluff vor), sind in der Regel wegen zerschlagener Muschelschalen sehr kalkreich und weisen im gesamten Sedimentkörper bis zum pleistozänen Grund einen hohen Anteil organischer Substanz auf. Typisch für litorale Sedimente sind zahlreiche sehr feine Schichten, die auf Sturmfluten zurückzuführen sind.
- Junger Boden aus dem Holozän.

Unmittelbar nach der Ablagerung der Sedimente setzt die Bodenbildung ein. Damit aus dem Watt eine Marsch wird, muss die Fläche aber durch weitere Aufhöhung bei höher auflaufender Tide oberhalb des mittleren Tidenhubs liegen.
Die sieben in Deutschland unterschiedenen Bodentypen in der Klasse der Marschen bilden eine logische, zeitliche und räumliche Reihenfolge, die beim Watt startet. Die Stadien der Jungmarschen werden immer durchlaufen. Bei den Altmarschen wird einer der vier möglichen Typen erreicht.
Jungmarschen

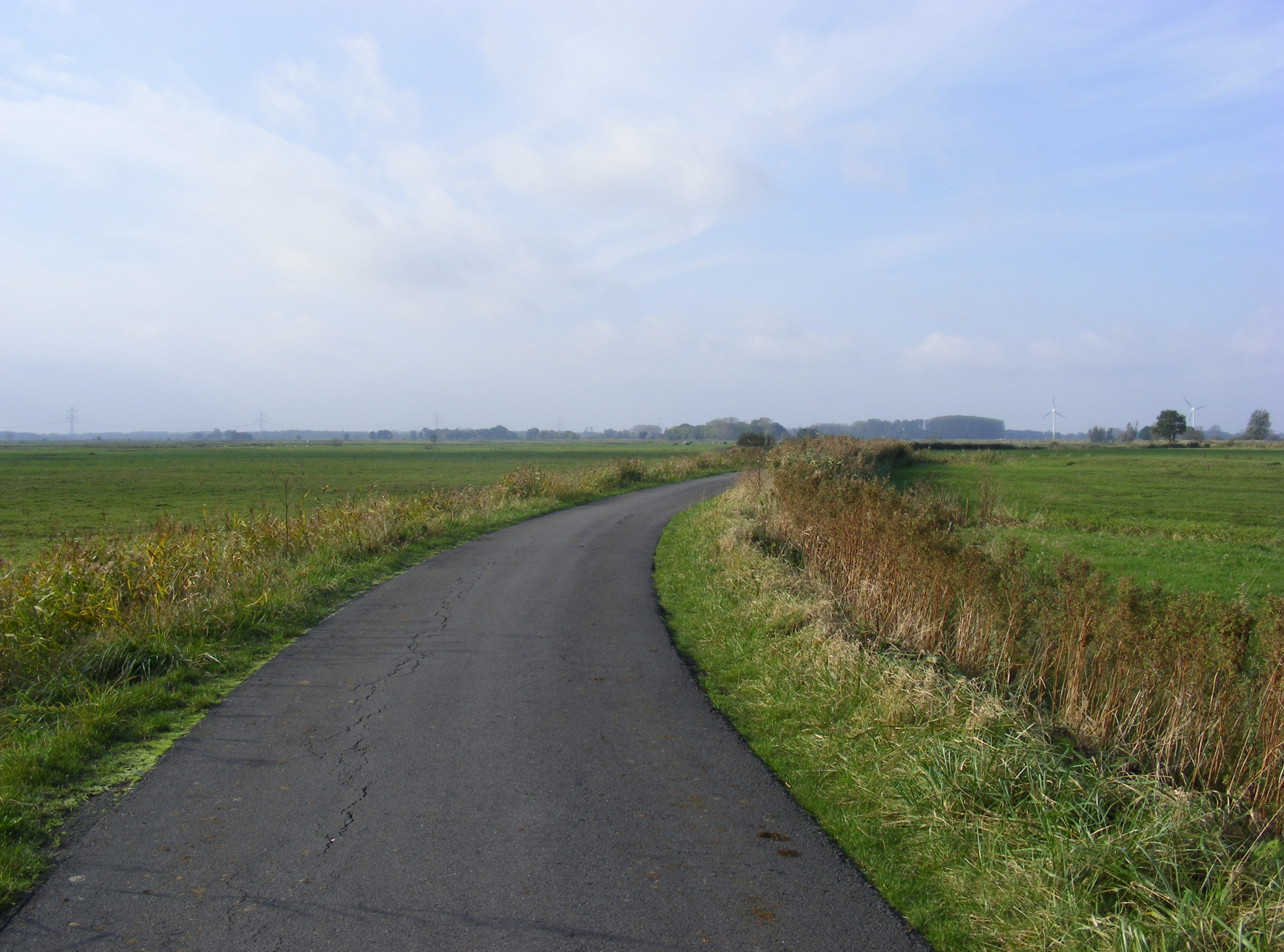
Poldertreppe an einem ehemaligen Deich des Jadebusens: Die vor 1600 eingedeichten Flächen links liegen tiefer als der 1733 eingedeichte Alte Wapeler Groden rechts.

- Rohmarsch oder Salzmarsch, jetzt Rohmarschgley (gerade entstanden, Salzwiese)
- Kalkmarsch, jetzt Carbonatmarschgley (vor kurzem eingedeicht; maximal 300 Jahre)
- Kleimarsch, jetzt Normmarschgley (ca. 300 bis 600 Jahre)

Altmarschen
Etwa ab 1000 Jahren. In Deutschland maximal 2500 Jahre.
- Dwogmarsch, jetzt Dwogpseudogley
- Knickmarsch, jetzt Knickpseudogley
- Haftnässemarsch, jetzt Marschnassgley
- Organomarsch, jetzt Organomarschgley

Untertypen oder andere gebräuchliche Bezeichnungen, die keinen eigenen Bodentyp darstellen, sind Moormarsch und Geestmarsch. Moormarschen bzw. Dwogmarschen werden in den Niederlanden vorwiegend unter die Moorböden gerechnet und als „Klei-auf-Moor“ (klei-op-veen) gekennzeichnet. Es sind auch Übergänge zwischen Jungmarschen und Altmarschen möglich, die als Subtypen des stärker ausgeprägten Bodentyps angesprochen werden.

### Chemische Dynamik
Im Watt entstehen unter anaeroben Bedingungen große Mengen an Eisensulfid (FeS). Dieses färbt den Boden intensiv schwarz und liegt auch in den Jungmarschen noch vor. In Bereichen mit dauerhaft hoher Wassersättigung bilden sich abgestorbene Pflanzen zu Torf um. Wachsen die Sedimente aus dem täglichen Überflutungsbereich heraus, kommt es zur Belüftung des Bodens und zum Beginn der Sulfidoxidation. Bei dieser chemischen Reaktion wird Schwefelsäure freigesetzt und das schwarze Eisensulfid wird in bräunliches Eisenoxidhydroxid umgewandelt, weshalb sich die Bodenfarbe rasch ändert. Dieser Prozess dauert an, bis das gesamte Eisensulfid oxidiert ist. Dadurch wird die in allen Böden eintretende Kalkauswaschung in Jungmarschen stark beschleunigt, da die Schwefelsäure die primär sedimentierten Carbonate zerstört.
Daneben setzen bei der Bodenentwicklung weitere Prozesse wie Sackung und Aussüßung ein. Im weiteren Verlauf werden die zu Beginn sehr salzreichen Böden der Rohmarsch entsalzt, das heißt, dass Magnesium- und vor allem Natrium-Ionen ausgewaschen werden. Infolge der zunehmenden Belüftung intensivieren sich auch die oxidativen Prozesse, was zum Abbau der organischen Substanz und zur Gefügeausbildung führt. Diese Prozesse führen zur Bildung der Kalkmarschen und schließlich nach der Entkalkung zur Kleimarsch.
Die kalkarmen, humosen und eisenreichen Knickmarschen, die vor allem im Vorfeld der Hochmoore entstanden sind, wurden in nördlichen Niederlanden und Ostfriesland früher als Roodoorn oder Rodorn bezeichnet. Die humösen Erdschichten nannte man Darg (‚Derrie, Dreck‘). Gelegentlich werden durch die Oxidierung von Eisensulfid oder Pyrit auch Eisenhydroxydsulfate gebildet, namentlich Jarosit, wodurch der Boden rapide versauert. Diese schwefelreichen Böden wurden Maibolt (Niederländisch: katteklei, Englisch cat clay, Französisch argiles félioculines ‚Katzenaugenklei‘) genannt. Die Namen sollen entweder auf den Verdacht der Hexerei hinweisen, die früher mit der eintretenden Verschlechterung der Anbauverhältnisse verbunden wurde, oder mit der Farbe, der Textur und dem Geruch der Tonbestandteile, die sich Katzendreck angleichen. Volkskundler haben den Namen nachträglich (und wohl zu Unrecht) mit Kobolden in Verbindung gebracht. Eng verwandt mit dem Maibolt ist die blauschwarze Pulvererde, die sich häufig in tieferen Marschschichten befindet. Um die Bodenstruktur zu verbessern, wurden kalkhaltige Tonsorten aus dem Untergrund gehoben und über das Land verteilt. Dieser Vorgang, sonst Mergeln genannt, hat man in den deutschen Küsten- und Flussmarschen als Wühlen oder Kuhlen bezeichnet.
Schwefelsäure Böden sind auch in Flussmarschen und Mangrovenwäldern weit verbreitet. Sie bilden jedoch vor allem für den tropischen Nassreisanbau wichtige Probleme. Um Bodendegradation zu verhindern, hat man deshalb terrassierte Reisfelder oder Sawahs gebaut. Die Totalfläche der betroffenen Böden wird weltweit auf etwa 20 Millionen Hektar geschätzt.
Marschlandböden in regenreichen oder gewässernahen Gebieten können aufgrund ihrer tonreichen, staunassen Eigenschaften zur Moorbildung beitragen, wenn die klimatischen und ökologischen Bedingungen über einen langen Zeitraum stabil bleiben.

## Nutzung
Die Marschgebiete Nordwestdeutschlands sind nahezu vollständig in Nutzung. Dabei sind je nach Bodentyp entweder Grünland oder Ackerbau vorherrschend (siehe auch unter den verschiedenen Bodentypen der Marschen). Die Marschgebiete der jungen Marsch sind in der Regel sehr fruchtbar. Neben der Viehhaltung werden sie auch für den Ackerbau genutzt. So ist Dithmarschen vor allem für den Kohl bekannt. Das Alte Land ist eines der größten Obstbaugebiete Mitteleuropas, die Vierlande und Marschlande in Hamburg gehören zu den bedeutendsten Anbaugebieten für Gemüse und Blumen. Durch die problematische Entwässerung ist auf dem Sietland jedoch meist Grünlandwirtschaft (Wiese, Weide) zu finden.
Die Fruchtbarkeit der Marschen beruht auf mehreren Faktoren: So sind die Klei-Böden schwer und durch Schwebstoffe feinkörnig und nährstoffreich. Durch die küstennahe Lage ist das Klima ausgeglichener als im Binnenland, insbesondere sind Fröste seltener. Von besonderer Bedeutung für das Mikroklima sind die zahlreichen Entwässerungsgräben, die sowohl Schutz vor Frost im Frühjahr als auch vor starker Hitze im Sommer geben. Außerdem haben die Marschböden einen hohen Grundwasserspiegel, so dass die Wasserversorgung der Pflanzen weitaus besser als auf der Geest ist.
Die fruchtbaren Böden sind ein wesentlicher Grund für eigenständige kulturelle und historische Entwicklungen in den Marschgebieten, beispielsweise für die lange Periode der Selbständigkeit von Dithmarschen und anderen sogenannten Bauernrepubliken. Vielfach grenzten sich die Marschbewohner bis in das 20. Jahrhundert von den ärmeren Bewohnern der Geest ab, beispielsweise in der Heiratspolitik. Es galt als unschicklich, einen Bewohner aus der Geest zu heiraten, teilweise kam es zur Enterbung oder zum Verstoß aus der Familie bzw. dem Ort.

## Marschgebiete in Europa und Nordamerika
Besiedelte Regionen, die als Marschbezirke (bzw. marshes oder marais) zu deuten sind, gibt es vor allem an den Küsten der Nordsee und des Atlantik. Damit gut zu vergleichen sind die Flussdeltas, ausgetrockneten Seen und Lagunen in Südeuropa und im Baltikum. In den Vereinigten Staaten und Kanada befinden sich ausgedehnte Marschenbezirke am Sankt-Lorenz-Golf, in Louisiana und im Sacramento-San Joaquin River Delta in Kalifornien. Die beiden ersten kennzeichnen sich durch Marschhufensiedlungen, die vor allem an französischen Beispielen entlehnt worden sind. Die kalifornischen Marschen bilden dagegen eine riesige Polderebene. Die Holland Marsh in Ontario betrifft eine neu urbargemachte Moorlandschaft.

### Vereinigtes Königreich

#### England
- North Yorkshire
  - Tees Marshes
  - Humber Estuary: Sunk Island, Holderness (East Riding)
- South Yorkshire
  - Humber Estuary: Hatfield Chase und Isle of Axholme
- Lincolnshire
  - Lincolnshire Marshes, mit Branston Island
- Cambridgeshire, Lincolnshire und Norfolk
  - Die Fens (The Wash)
- Norfolk
  - Norfolk Broads
- Suffolk
  - Blyth Estuary (Minsmere–Walberswick Heaths and Marshes)
  - Ore, Alde und Butley Estuaries (Suffolk Coast & Heaths)
  - Deben, Orwell und Stour Estuaries
- Essex
  - Themse-Ästuar: Essex Marshes (Dengie Peninsula), Foulness Island, Canvey Island
  - Benfleet and Southend Marshes
- Kent
  - Themse-Ästuar: North Kent Marshes, Medway Marshes, Isle of Sheppey
  - Sandwich Bay to Hacklinge Marshes
  - Romney Marsh, Denge Marsh, Walland Marsh (Kent und East Sussex)
- East Sussex
  - Pevensey Levels
- West Sussex
  - Ouse, Adur und Arun Estuaries
  - Pagham Harbour Marshes
- Hampshire
  - Chichester, Langstone und Portsmouth Harbours
  - Southampton Water: North Solent Marshes
- Dorset
  - Poole Harbour Marshes und River-Frome-Flussaue
- Cornwall
  - Morazion Marsh (Morva Marazion)
- Somerset
  - Somerset Levels und North Somerset Levels
  - Southern Severn Estuary (teils Gloucestershire)
- South Wales
  - Usk Estuary: Gwent Levels (Morfa Gwent) (Caldicot and Wentloog Levels)
- Pembrokeshire
  - Daugleddau Estuary
- Gwynedd
  - Morfa Harlech
  - Traeth Mawr
- Conwy County Borough
  - Kinmel Bay and Towyn: Morfa Rhuddlan, Morfa Conwy
- Cheshire
  - Dee Estuary: Dee Marshes
  - Mersey Estuary: Lordship und Frodsham Marsh
- Lancashire
  - Ribble Marshes
  - Morecambe Bay: River Wyre und River Lune Estuaries (Thornton, Pilling, Carnforth, Arnside und Silverdale Marshes)
- Cumbria
  - Maethop, Millom und Flookburgh Marshes
  - Solway Coast
  - Burgh und Rockcliffe Marshes

#### Schottland
- Solway Firth
  - Solway Marshes: Ruthwell, Blackshaw und Glencaple Marshes
- Cromarty Firth
  - Meddatt Marsh
- Moray Firth
- Firth of Tay
  - Mugdrum Island
- Firth of Forth
  - Skinflats

#### Nordirland
- - Lough Foyle: Myroe Level, Donnybrewer Level, Ballykelly Bank und weitere „Sloblands“
  - Belfast Lough: Ballyhackamore, County Down und weitere „Sloblands“
  - Lough Swilly: Inseln und Ufer

### Irland
- Munster
  - Shannon Estuary
  - Litte Island, Waterford
- Leinster
  - Wexford Sloblands (North and South Slob)

### Frankreich
Marschen des Mittelmeers
- Var
  - Presqu'île de Giens
- Bouches-du-Rhône und Gard
  - Étang de Berre
  - Camargue
  - Étang de Rochefort-Pujaut
- Languedoc-Roussillon
  - Étang de Thau, Étang du Méjean usw.

Marschen der atlantischen Küste
- Gironde
  - Rives de la Gironde: Les marais du Médoc, Palus de Moron
- Charente-Maritime
  - Rives de la Gironde
  - Marais charentais: Marais de Rochefort, Marais de la Petite Flandre, Marais d'Yves
  - Île de Ré
  - Marais Poitevin (Charente und Vendée)
- La Vendée
  - Marais d’Olonne
  - Marais de Monts
  - Marais breton (Vendée und Loire)
- Loire-Atlantique
  - Marais salants de Guérande
  - Île de Noirmoutier
  - La Brière

Marschen des Ärmelkanals
- Département Ille-et-Vilaine
  - Marais de Dol
- Manche
  - Baie du Mont-Saint-Michel
  - Marais du Cotentin et du Bessin (Manche und Calvados)
- Calvados
  - Marais de la Dives
- Eure
  - Estuaire de la Seine
  - Marais-Vernier
- Somme
  - Bas-Champs picards
  - Picardische Ästuare: Somme-Bucht
- Pas-de-Calais
  - Picardische Ästuare: Baie d’Authie, Baie de Canche

Flandre maritime
- Département Nord
  - Westhoek (Dunkerque, auch: Les Wateringues)
  - Marais audomarois
  - Les Moëres

### Belgien
- Westflandern
  - De Polders: Westhoek (Veurne-Ambacht), Brugse Vrije
- Ostflandern
  - Scheldepolders: Land van Beveren, Land van Waas
- Antwerpen
  - Scheldepolders (Rechterufer)

### Niederlande
- Zeeland: Zeeuws-Vlaanderen, Walcheren, Zuid-Beveland, Noord-Beveland, Schouwen-Duiveland, Tholen
- Zuid-Holland
  - Marschinseln: Goeree-Overflakkee, Voorne-Putten, Hoeksche Waard, IJsselmonde, Eiland van Dordrecht
  - Polderbezirke: Zuidplaspolder, Prins Alexanderpolder
- Noord-Brabant: Noordwest-Brabant, Land van Heusden en Altena, Langstraat, De Biesbosch
- Gelderland: Bommelerwaard, Neder-Betuwe, Over-Betuwe, Tielerwaard, Land van Maas en Waal
- Noord-Holland
  - Polderbezirke: Haarlemmermeer, IJpolders, Beemster, Purmer, Schermer, Heerhugowaard
  - West-Friesland, Kop van Noord-Holland
  - Wieringermeer
- Overijssel
  - Kampereiland
- Flevoland: Südliches Flevoland, Östliches Flevoland, Noordoostpolder
- Fryslân
  - Westergo; Het Bildt
  - Oostergo (teils); Marschen der ehemaligen Lauwerszee
- Groningen
  - Westerkwartier: Humsterland, Middag
  - Hogeland: De Marne, Hunsingo, Fivelingo, Centrale Woldgebied
  - Oldambt (Dollartmarsch)

### Deutschland
- Niedersachsen:
  - Emsmarschen: Rheiderland, östliches Emsufer (Westoverledingen, Leer, Moormerland), Leda-Marsch
  - Ostfriesische Seemarschen: Emden, Krummhörn, Wester- und Ostermarsch, Hagermarsch, Dornum, Harlingerland, Bedekaspeler Marsch
  - Jeverland
  - Wilhelmshaven
  - Wesermarschen: Jader Marsch, Butjadingen, Stadland, Stedingen, Moorriem, Wüstenland, Flussmarschen der Mittelweserregion, Osterstade, Landwürden, Stoteler Marsch, Land Wursten
  - Elbmarschen: Ritzebüttel, Land Hadeln, Ostemarsch (Neuhaus), Ostemarsch (Osten), Kehdingen, Altes Land, Harburger Marsch, Winsener Neuland, Winsener Marsch, Artlenburger Marsch, Bleckeder Marsch, Dannenberger Marsch (Elbtalaue)
- Freie Hansestadt Bremen:
  - Niedervieland, Obervieland, Oberneuland, Horn-Lehe, Hollerland, Blockland, Gröpelingen, Werderland, Weddewarden (Land Wursten).
- Freie- und Hansestadt Hamburg:
  - Neuwerk, Altes Land (Neuenfelde, Francop), Finkenwerder, Waltershof, Altenwerder, Steinwerder, Kleiner Grasbrook, Wilhelmsburg, Moorburg, Neuland, Vierlande, Marschlande, Billbrook, Rothenburgsort, Hamm, Hammerbrook, HafenCity
- Mecklenburg-Vorpommern
  - Mecklenburgisches Elbtal
- Schleswig-Holstein:
  - Elbmarschen: Haseldorfer Marsch, Seestermüher Marsch, Kremper Marsch, Breitenburger- oder Störmarsch, Wilstermarsch
  - Dithmarschen (Teile)
  - Teile des Kreises Nordfriesland: Friedrichstadt, Stapelholm, Eider-Treene-Sorge-Niederung, Südermarsch, Eiderstedt, Hattstedtermarsch, Nordstrand, Pellworm, der nördliche Teil der Insel Föhr, Halligen, Oktroyierte Köge, Bökingharde, Wiedingharde

### Dänemark
- Region Syddanmark
  - Tøndermarsken, Rejsbymarsken, Ballummarsken, Ribemarsken, Tjæreborgmarsken, Darummarsken, Varde Å-Tal, Ho Bugt enge
  - Filsø
- Region Midtjylland
  - Ringkøbing Fjord, Nissum Fjord
  - Kolindsund
- Region Nordjylland
  - Rønnerne auf Læsø
- Region Sjælland
  - Lammefjord, Saltbæk Vig

### Polen
- Lebus
  - Oderbruch
- Ermland-Masuren
  - Żuławy Wiślane

### Litauen
- Memeldelta bzw. Tilsiter oder Elchniederung (teils Russland)

### Lettland
- Engure-See: Ķūļciema Polderis
- Vecbērzes Polderis
- Babīte-See: Babīte Polderis, Dzilnupes Polderis, Trenču Polderis, Gātupes Polderis
- Lielupe Polders

### Estland
- Matsalubucht (Nationalpark Matsalu)
- Salzwiesen: Hiiumaa (Dagö) und Saaremaa (Ösel)
- Audru Polder, Räpina Polder, Aardla Polder, Tarvastu Polder

### Portugal
- Algarve
  - Ria Formosa
  - Alentejano und Costa Vincentina

### Spanien
- Baskenland
  - Urdaibai-Ästuar
- Andalusien
  - Las Marismas del Guadalquivir (Coto de Doñana)
  - Chosas de la Paleosa
  - Marismas de Isla Cristina
- Valencia
  - L’Albufera de València
- Katalonien
  - Costa del Maresme
  - Aiguamolls de l’Empordà

### Italien
- Ligurien
  - Luni Mare
- Florenz
  - Padule di Fucecchio
- Latium
  - Pontinische Ebene
  - Pantano di Cellole
- Kampanien
  - Mündung des Garigliano
  - Valli di Mare Morte (Lago Miseno)
- Abruzzen
  - Fuciner See

Po-Ebene
- Lombardei
  - Valle di Sermide
- Emilia-Romagna
  - Polesine di Ferrare (Valle Padusa)
  - Polesine San Giorgio
  - Bonifica Bentivoglio
  - Valli di Comacchio, Valle del Mezzano
- Venetien
  - Polesine di Rovigo
  - Polesine Camerini
  - Lagune von Venedig
  - Valle del Piave
  - Brussa (Valle Vecchia)
- Friaul-Julisch Venetien
  - Valle di Tagliamento
  - Laguna di Grado
  - Laguna di Marano

### Montenegro
- Skutarisee

### Albanien
- Vjosa: Flussmündung und Lagune von Narta (Landschaftsschutzgebiet Vjosa-Narta)
- Lagune von Karavasta (Nationalpark Divjaka-Karavasta)
- Lagune von Shëngjin, Flussmündungen der Drin und Mat (Naturreservat Kune-Vain-Tale)
- Lagune von Velipoja und Flussdelta der Buna

### Nordmazedonien
- Vardar: Marschen und Sümpfe (Binnendelta)

### Bulgarien
- Burgasseen

### Rumänien
- Dobrudscha (Kreise Constanța und Tulcea)
  - Razim-See
  - Donaudelta (teils Ukraine)

### Ukraine
- Oblast Odessa
  - Budschak (Bessarabien): Sassyksee, Tuzley-Lagunen, Budaki-Liman
  - Dnister-Delta und Dnister-Liman
  - Tylihul-Liman
- Oblaste Cherson und Mykolajiw
  - Dnepr-Bug-Liman
  - Sywasch (seit 2014 größtenteils unter russischer Verwaltung)

### Russland
- Kaliningrad
  - Memeldelta (teils Litauen)
  - Elch- oder Tilsiter Niederung
- Leningrad (Karelien)
  - Swir-Oyat-Polder
  - Weißer See: arktischer Küstensaum
- Archangelsk
  - Barentssee und Karasee: arktischer Küstensaum
  - Petschora: Flussdelta
- Rostow
  - Don: Flussebene (historisch: Maiotische Marschen)
- Krasnodar
  - Kuban: Flussdelta, Adyghe und Zakunbansky-Marschen
  - Sotschi: Mündung der Msymta
- Astrachan
  - Wolga: Flussdelta, Flussmarschen und Salzwiesen
- Dagestan
  - Terek: Flussdelta und Salzwiesen

### Georgien
- Abchasien
  - Pizunda-Sümpfe
  - Otschamtschire-Sümpfe
- Georgien
  - Rioni: Flussmündung (Nationalpark Kolkheti)

## Etymologie und Synonyme
Das Wort Marsch und sein englisches Gegenstück marsh sind vermutlich im westfränkischen Bereich entstanden. Es bezeichnet unbesiedelte Feuchtgebiete, die zum herrschaftlichen Wald- und Wildbann gehörten, und ist in diesem Sinne bedeutungsverwandt mit dem Wort bruoh (das Bruch). Marsch geht auf urgermanisch *mariska- (‚zum Meer gehörig, Wasserland, Weideland‘) zurück, abgeleitet vom Substantiv *mari- (‚Binnengewässer‘, ‚Moor‘, ‚See‘) mit dem Suffix -isk-. Eng verwandt ist altfranzösisch mareis oder maresc ('Sumpf') und  mittellateinisch mariscum, woraus sich französisch marais sowie marécage (‚Bruch‘) und im Deutschen Morast entwickelten. Toponyme mit *marsi̯(a)- und *marisk- sind in Nordwesteuropa weit verbreitet, fehlen jedoch in Skandinavien. In Orts- und Flurnamen erscheinen gemeinsam mit dem lateinischen mariscum volkssprachig mersc, marische und merische seit dem 7. Jahrhundert, in England schon seit 670 insbesondere für Salzwiesen verwendet. Die Bewohner der Romney Marsh werden in mittelalterlichen Quellen als Merscware (‚Marschbewohner‘) bezeichnet. Im Testament Willibrords von 727 wird ein holländischer Gau Marsum (wohl mit der Wurzel *mars- und dem Suffix -heim 'Wohnstätte') an der Maasmündung erwähnt, wo sich Marschen (mariscus) und Schafsweiden befanden. Die nordfranzösischen Erstbelege (darunter die Reichenauer Glossen) datieren etwas später. Frühe Beispiele sind Stodmarsh, Burmarsh, Denge Marsh, Rebais (Mercasius), Marest, Mercheseuil, Marissel, Marchéville-en-Woëvre, Mersch, Rheinstetten-Mörsch, Mörsch (Frankenthal) sowie einige unidentifizierte Örter in Holland, Friesland und Flandern und eine terra Marisca in der Lombardei. Der Gau Dithmarschen wird in der Vita Willehadi (Mitte 9. Jahrhundert) namhaft gemacht, allerdings in der altertümlichen Form Thiatmaresgaho; erst 1059 wird daraus Thietmaresca. Die übrigen norddeutschen Beispiele mit *-marisk datieren (im Gegensatz zu den älteren Formen mit *marsi̯(a)-) erst aus dem 12. Jahrhundert.
Seit etwa dem 11. Jahrhundert wandelte sich die Wortbedeutung, ebenso die der lateinischen Entsprechungen mariscum und palūs (‚Sumpf, Bruchwald‘). Zunehmend wurden damit nicht allein Sümpfe und Salzwiesen bezeichnet, sondern auch besiedeltes und bedeichtes Marschland. Ein Gebrauch mit der letztgenannten Bedeutung hat sich frühzeitig in Deutschland, England und Nordfrankreich durchgesetzt, jedoch nur sehr beschränkt in Belgien und den Niederlanden. Die mittelniederländische Sprache verwendet meers vor allem für Flussauen und Heuwiesen, die mittelniederdeutsche Sprache dagegen hierfür wisch. Das Wort Marsch bzw. mersch ist in Norddeutschland erst relativ spät belegt, nämlich 1139 in Westfalen; die Wortform Marschland bzw. merscheland begegnet 1280 in einem Güterverzeichnis für die Elbmarschen. Die Landschaftsnamen Kremper Marsch und Wilstermarsch sind 1361 bzw. 1391 belegt, doch wurden diese Bezirke bereits früher als in palude Crimpen (1312) und de palude Wilstrie (1331) benannt. Der Chronist Helmold von Bosau erwähnt die Elbmarschen 1164 als terra palustrem Albie, die zuvor bereits 795 in der Lorscher Annalen sowie durch Einhard als paludes Albiae erwähnt sind.
Marsch und Moor werden mit häufig mit vergleichbarer Bedeutung gebraucht. In die Marschen von Dol-de-Bretagne wird zwischen marais blanc und marais noir unterschieden. Auch der englische Begriff des Fens umfasst sowohl See- und Brackmarsch (white fens oder silt fens) als auch Moorböden (black fens oder peat fens). Die Seemarschen der Somerset Levels  werden als Flachland (levels) bezeichnet, die Moormarschen dagegen als moors. Dagegen umfasst das great level (oder bedford level) der Fens sowohl Marsch als auch Moor.
Eine solche Mehrdeutigkeit gibt es auch in anderen Sprachen: Das altniederländische Wort veen, altniederländisch feni bedeutet z. B. ‚Moor‘ bzw. ‚Hochmoor‘, südniederländisch venne jedoch auch ‚Tümpel‘; das friesische Gegenstück finne oder fenne wurde im Spätmittelalter umgedeutet im Sinne von ‚Marschweide‘. Das niederländische Wörterbuch von Kiliaen gibt 1599 für das Wort moeras auch palus nigra an, ‚schwarzer Sumpf‘. Auch das Wort Bruch im Sinne von ‚Sumpfwald‘, althochdeutsch bruoh, wurde in der Regel mit palūs ins Lateinische übersetzt. Im Zuge des Landesausbaus während des 11. und 12. Jahrhunderts wurden viele neue Moor- und Marschhufensiedlungen mit -bruch benannt.
Italienische, provenzalische, spanische und portugiesische Synonyme – üblich seit dem 10. Jahrhundert – sind palude oder padule, aus dem lateinischen palūs. Mit den Wörtern palud, palus oder palun werden etwa im Südwesten Frankreichs ebenfalls die kultivierten Marschen angedeutet, die im 19. Jahrhundert mit Weinreben bepflanzt wurden. Diese Wörter sind wiederum mit einem griechischen πηλός (pēlós, ‚Schlamm, Klei‘), litauischen pelkė (‚Sumpf, Moor‘), lettischen paliene (‚Marsch‘) und sanskritischen palvala (‚Marsch, Sumpf‘) verwandt. Sie sind auf eine gemeinsame indogermanische Wurzel *pelHk- oder *palw- (‚Klei, Schlamm, Sumpf‘) zurückzuführen. Gleichbedeutend ist das spanische marisma (vom lateinischen maritima ‚Meeresküste‘); verwandt damit sind die Namen der italienischen, katalanischen und andalusischen Küstenregionen Maremma, Costa del Maresme und Las Marismas del Guadalquivir sowie das Städtchen Marennes in Südwestfrankreich. Die spanische Bezeichnung (al)marjal stammt dagegen vom arabischen al-marj ‚die Wiese‘. Bekannt sind die Marsch-Araber im Marschland von Al-Ahwar (Südirak). In der Po-Ebene wurden die Marschregionen seit dem 15. Jahrhundert als polesine angedeutet, nach dem mittellateinischen pollicinum oder policinum (‚Sumpf‘). Dieses war wiederum an dem byzantinischen πολύκενος (polýkenos ‚mit vielen Lücken‘) entlehnt, wobei allerdings eine Kontamination mit pullus ‚weich‘ auftrat. Die Marschen bildeten also ein Gebiet, das „mit vielen seichten oder wässrigen Stellen“ besät war. Die Lagunen (paludes) und Flussmarschen werden hier traditionell als valli dolci und valli salse (Süß- bzw. Brackwasserlagunen) angedeutet; die höheren Uferbereiche heißen barene ‚Bänke‘. Die Flussmarschen des Weichseldeltas (auf Deutsch auch Weichselmarschen) werden auf Polnisch als żuławy (‚Werder, Flussinsel‘) benannt (nach einem gemeinslavischen zuliv ‚Meeresbucht, Haff‘). Die Flussebene der Memel heißen auf Litauisch salpà (vgl. salpas ‚Meeresbucht‘). Das rekonstruierte Bestimmungswort für diese Wörter (*sel-) dürfte ‚Sumpf‘ oder ‚Schlamm‘ bedeutet haben. Die Donaumarschen werden auf Rumänisch als mlaștini (nach einem südslavischen mlaka ‚Sumpf‘) angedeutet.
Ein weit verbreitetes Sumpfwort ist italienisches pantano, lombardisches palta (‚schlammiger, sumpfiger Ort‘), katalanisch pantà, spanisch pantano und portugiesisches pântano, wohl von einem illyrischen Substratwort *palta (‚Sumpf‘). Das Pantanal in Südamerika ist vielleicht das größte Feuchtgebiet der Erde. Das Wort Pantano ist wiederum mit dem urslawischen *balta, serbokroatischen блато (blato ‚See‘), russischen болото (boloto ‚Sumpf, Marsch‘), tschechischen bláto und polnischen błoto (‚Sumpf, Schlamm‘) verwandt. Baltische Kognate sind litauisches báltas (‚weiß‘), balà (‚Sumpf‘) und lettisches ballen (‚weiß‘). Sämtliche Wörter sollen, zusammen mit dem germanischen *pōlaz (‚Pfuhl‘), englischen pool, niederländischen poel (‚Pfuhl, Tümpel‘), gallischen pal oder pol (‚See, Sumpf‘), walisischen pwll (‚Pfuhl, Tümpel‘) auf eine indogermanische Wurzel *bʰel- oder *balǝ- (‚glänzend, weiß‘) zurückzuführen sein. Aus dieser Wurzel entstand ebenfalls das Wort Polder. Die semantische Verbindung zwischen ‚weiß‘ und ‚Sumpf, Schlamm‘ ist nicht offensichtlich, sie wurde aber in vielen Sprachen nachgewiesen. Dies liegt wahrscheinlich entweder an der weit verbreiteten Präsenz des Sumpfgrases namens Wollgras, dessen flaumige Samenköpfe weiß sind, oder an der Farbe des getrockneten Tons, der je nach Boden einen hellen Farbton annimmt.